# Agrilus chiromoensis
Agrilus chiromoensis é uma espécie de inseto do género Agrilus, família Buprestidae, ordem Coleoptera. Foi descrita cientificamente por Obenberger, 1935.